# Тамими, Юнатан
Юнатан Тамими Сюберг (швед. Jonathan Tamimi Syberg, араб. جوناثان تميمي‎; род. 12 октября 1994, Швеция) — иорданский и шведский футболист, защитник клуба «Браге». Выступал за национальную сборную Иордании.

## Клубная карьера
Является воспитанником «Хаммарбю», в котором прошёл весь путь от детских команд до основной.
19 сентября 2013 года дебютировал за клуб в Суперэттане в домашней игре с ГАИС, выйдя на поле в стартовом составе. В общей сложности провёл семь матчей.
В марте 2015 года перешёл в «Йёнчёпингс Сёдра», с которым подписал контракт на три года. В первый сезон вместе с командой занял первое место в турнирной таблице и завоевал право выступать в Алльсвенскане. 8 мая 2016 года дебютировал в чемпионате Швеции в игре против «Норрчёпинга».
В феврале 2018 года присоединился к «Сундсваллю». В первом сезоне сыграл во всех матчах чемпионата. Зимой 2019 года продлил контракт с клубом на три года. По окончании сезона «Сундсваллю» вылетел в Суперэттан, а Тамими покинул клуб.
11 июня 2020 года подписал краткосрочный контракт с «Мьельбю», рассчитанный до 31 июля. В августе продлил с клубом контракт до конца сезона. В феврале 2021 года стал игроком «Дегерфорса». Проведя за клуб 18 матчей в Алльсвенскане, по окончании сезона не стал продлевать контракт с командой и стал свободным агентом.
17 февраля 2022 года перешёл в «Браге», заключив с клубом контракт, рассчитанный на два года.

## Карьера в сборной
В октябре 2013 года был впервые вызван в юношескую сборную Швеции. В её составе провёл два товарищеских матча со сборной Финляндии.
В конце 2017 года получил вызов в национальную сборную Иордании, за которую дебютировал 25 декабря в товарищеской игре с Ливией.

## Клубная статистика
| Выступление      | Выступление      | Выступление      | Лига | Лига | Кубки | Кубки | Конт. кубки | Конт. кубки | Итого | Итого |
| Клуб             | Лига             | Сезон            | Игры | Голы | Игры  | Голы  | Игры        | Голы        | Игры  | Голы  |
| ---------------- | ---------------- | ---------------- | ---- | ---- | ----- | ----- | ----------- | ----------- | ----- | ----- |
| Хаммарбю         | Суперэттан       | 2013             | 7    | 0    | 0     | 0     | 0           | 0           | 7     | 0     |
| Хаммарбю         | Суперэттан       | 2014             | 0    | 0    | 0     | 0     | 0           | 0           | 0     | 0     |
| Хаммарбю         | Итого            | Итого            | 7    | 0    | 0     | 0     | 0           | 0           | 7     | 0     |
| Йёнчёпингс Сёдра | Суперэттан       | 2015             | 18   | 0    | 1     | 0     | 0           | 0           | 19    | 0     |
| Йёнчёпингс Сёдра | Алльсвенскан     | 2016             | 9    | 0    | 2     | 0     | 0           | 0           | 11    | 0     |
| Йёнчёпингс Сёдра | Алльсвенскан     | 2017             | 17   | 0    | 1     | 0     | 0           | 0           | 18    | 0     |
| Йёнчёпингс Сёдра | Итого            | Итого            | 44   | 0    | 4     | 0     | 0           | 0           | 48    | 0     |
| Сундсвалль       | Алльсвенскан     | 2018             | 30   | 1    | 3     | 0     | 0           | 0           | 33    | 1     |
| Сундсвалль       | Алльсвенскан     | 2019             | 29   | 0    | 1     | 0     | 0           | 0           | 30    | 0     |
| Сундсвалль       | Итого            | Итого            | 59   | 1    | 4     | 0     | 0           | 0           | 63    | 1     |
| Мьельбю          | Алльсвенскан     | 2020             | 20   | 0    | 3     | 0     | 0           | 0           | 23    | 0     |
| Мьельбю          | Итого            | Итого            | 20   | 0    | 3     | 0     | 0           | 0           | 23    | 0     |
| Дегерфорс        | Алльсвенскан     | 2021             | 18   | 0    | 5     | 0     | 0           | 0           | 23    | 0     |
| Дегерфорс        | Итого            | Итого            | 18   | 0    | 5     | 0     | 0           | 0           | 23    | 0     |
| Браге            | Суперэттан       | 2022             | 26   | 2    | 4     | 0     | 0           | 0           | 30    | 2     |
| Браге            | Итого            | Итого            | 26   | 2    | 4     | 0     | 0           | 0           | 30    | 2     |
| Всего за карьеру | Всего за карьеру | Всего за карьеру | 174  | 3    | 20    | 0     | 0           | 0           | 194   | 3     |

## Статистика в сборной
| Матчи и голы Юнатана Тамими за национальную сборную Иордании | Матчи и голы Юнатана Тамими за национальную сборную Иордании | Матчи и голы Юнатана Тамими за национальную сборную Иордании | Матчи и голы Юнатана Тамими за национальную сборную Иордании | Матчи и голы Юнатана Тамими за национальную сборную Иордании | Матчи и голы Юнатана Тамими за национальную сборную Иордании |
| №                                                            | Дата                                                         | Оппонент                                                     | Счёт                                                         | Голы                                                         | Соревнование                                                 |
| ------------------------------------------------------------ | ------------------------------------------------------------ | ------------------------------------------------------------ | ------------------------------------------------------------ | ------------------------------------------------------------ | ------------------------------------------------------------ |
| 1                                                            | 25 декабря 2017                                              | Ливия                                                        | 1:1                                                          | 0                                                            | Товарищеский матч                                            |
| 2                                                            | 11 января 2018                                               | Финляндия                                                    | 1:2                                                          | 0                                                            | Товарищеский матч                                            |
| 3                                                            | 27 марта 2018                                                | Вьетнам                                                      | 1:1                                                          | 0                                                            | Отборочные матчи КА-2019                                     |
| 4                                                            | 6 сентября 2018                                              | Ливан                                                        | 0:1                                                          | 0                                                            | Товарищеский матч                                            |
| 5                                                            | 11 сентября 2018                                             | Оман                                                         | 0:0                                                          | 0                                                            | Товарищеский матч                                            |

Итого: 5 матчей и 0 голов; 0 побед, 3 ничьих, 2 поражения.